# 波涛湖
波涛湖是一个位于中国青海省格尔木县的湖泊。中国湖泊名称代码T63B302。面积70.2平方公里，为藏北内流区湖泊。地理坐标东经89°57'，北纬34°00'。